# Station Winchester
Winchester is een spoorwegstation van National Rail in Winchester, Winchester in Engeland. Het station is eigendom van Network Rail en wordt beheerd door South Western Railway. Het station is geopend in 1839.